# Трудолюбовка (Львовская область)
Трудолюбовка (укр. Трудолюбівка) — село в Сокальской городской общине Шептицкого района Львовской области Украины.
Население по переписи 2001 года составляло 188 человек. Занимает площадь 0,735 км². Почтовый индекс — 80015. Телефонный код — 3257.